# Johan Adriaan Heuff
Johan Adriaan Heuff, Az. (* 6. März 1843 in Kerk-Avezaath; † 6. Juni 1910 in Heerde), bekannt unter den Pseudonymen J. Huf van Buren, Jan van Brabant und Cosinus, war ein niederländischer Schriftsteller.
Heuff studierte an der Akademie in Delft und wohnte seitdem amtlos in seinem Geburtsort. 
Zu seinen historischen Romanen machte er eingehende Vorstudien, sodass sie große historische Treue zeigen. Hervorzuheben sind: 
- De Kroon van Gelderland (Den Haag 1877);
- De mannen van Sint-Maarten, (3 Bde., ebd. 1882);
- De laatste der Arkels (2 Bde., Haarlem 1885) und
- Hertog Adolf (Den Haag 1886).

Seine Reisebilder Langs Lahn en Dill (2 Bde.) enthalten Naturpoesie; von seinem zeitgenössischen Roman Oom Frederik (Haarlem 1886), der sich durch seine Charakterschilderungen auszeichnet, gab Heuff auch eine Bühnenbearbeitung heraus (Zütphen 1887).
| Personendaten    | Personendaten                                                                    |
| ---------------- | -------------------------------------------------------------------------------- |
| NAME             | Heuff, Johan Adriaan                                                             |
| ALTERNATIVNAMEN  | Huf van Buren, J. (Pseudonym); Brabant, Jan van (Pseudonym); Cosinus (Pseudonym) |
| KURZBESCHREIBUNG | niederländischer Schriftsteller                                                  |
| GEBURTSDATUM     | 6. März 1843                                                                     |
| GEBURTSORT       | Kerk-Avezaath                                                                    |
| STERBEDATUM      | 6. Juni 1910                                                                     |
| STERBEORT        | Heerde                                                                           |